# Florin Surugiu
Florin Surugiu (nacido en Bucarest el 10 de diciembre de 1984) es un jugador de rugby rumano. Juega en la posición de medio melé para el club amateur de la SuperLiga CSM Bucureşti y el equipo de la European Challenge Cup, los Wolves, con sede en Bucarest. Surugiu también juega para la selección de rugby de Rumania, los llamados "Robles".
Surugiu hizo su debut internacional en 2008 como suplente contra Uruguay. Jugó con Rumanía para la Nations Cup y también en la Copa Mundial de Rugby de 2011, donde jugó tres partidos, uno como suplente contra Escocia y dos en la posición de medio melé contra Argentina y Georgia.